# Cathédrale de Caiazzo
La cathédrale de Caiazzo est une église catholique romaine de Caiazzo, en Italie. Il s'agit d'une cocathédrale du diocèse d'Alife-Caiazzo.